# 李青松 (軍人)
李 青松（1912年 - 1951年3月17日）は、朝鮮民主主義人民共和国の軍人。ソ連派に所属。高麗人。

## 経歴
1912年、沿海州に生まれる。ソ連軍の通信学校を卒業。ソ連共産党に入党。1942年、第88独立旅団に配属される。1945年8月、第88独立旅団書記。階級は特務上士（曹長）。
1945年9月、第88旅団隊員と共にソ連軍艦のプガチョフ号に乗船して9月19日に元山港に入港。ただし呂政が金京石から聞き取ったところによれば、金光侠、柳昌権、李青松、池炳学らの部隊は満州へ進出した。金光侠が牡丹江軍区の政治委員に就任し、牡丹江市で組織されていた高麗警察隊が牡丹江軍区第14団第3営に改編されると、柳昌権が営長、李青松が教導員を務めた。1946年、中央保安幹部学校経理部長。1946年8月、保安幹部訓練大隊部通信部副部長。1948年2月、朝鮮人民軍第2師団長。同年8月25日、第1期最高人民会議代議員。
1950年6月25日に朝鮮戦争が勃発。第2師団は春川に侵攻するが、第6師団第7連隊の抵抗に遭い計画通りに占領できなかったため南海旅団長に左遷される。馬山方面に進出するが、同年9月に第8軍の反撃が始まると智異山に潜伏。この時、智異山の入り口で先着のゲリラと悶着を起こし、不良ゲリラの発砲により重傷を負ったという。
徳裕山の茂朱九千洞に留まっていたところ、それを聞いた慶南党組織委員は人をやって李青松を迎え入れた。慶南党組織委員は慶南部隊と南海旅団で合同闘争を行い、咸陽郡安義面の役所を攻撃することになった。南海旅団は居昌に通じる機動路を掌握して待ち伏せし、慶南部隊は安義攻撃のための突撃隊を引き受けた。作戦が成功しかかっていたところ、南海旅団が突然撤収したため、警察部隊の攻撃を受けて、慶南部隊は重要な軍事幹部と精鋭の遊撃戦士を何人か失った。南海旅団は退却の責任を問われ、その部門の軍事幹部達が責罰された。
1951年3月17日に第11師団第9連隊第2大隊が射殺した36名のゲリラの中に南海旅団長が含まれていたという。この時、南海旅団政治委員趙正哲らも戦死した。ただし、元パルチザンの李泰（本名李愚兌）は著書『南部軍』の中で、李青松の消極的な態度と、彼が後に全羅南道遊撃隊によって処刑されたとの風聞を伝えている。

## 人物
- 崔泰煥によると、やや自由主義的・民族主義的傾向を持っており、大らかな面貌であったが、一度性質が湧き出ると火のような人だったという[18]。そのような品性と気質のため1948年と1949年にソ連軍顧問官と拳銃を抜いて喧嘩し、降格されて復職した逸話を持つ[18]。
- 1948年春、平壌寺洞飛行場で協奏団員の女性舞踊手が駐留していたソ連軍に強姦される事件が発生すると、憤怒した李青松は拳銃を持って飛行場に行き暴行した者を見つけて大喧嘩を行った[19]。この事件によってしばらくの間、李青松は降格する屈辱に遭わなければならなかった[19]。その後もソ連軍通信顧問官と衝突した[19]。
- 民族保衛省通信部長を務めていた頃、朝鮮の女性をからかったソ連軍人を殴打し、左遷されたという[17]。
- 智異山中では国連軍に投降するでも積極的に遊撃戦を行うでもなく、部下を率いて拠点を転々としていたが、牛の背にまたがって旅団の先頭を行くその姿は「東洋画に描かれた漁師の翁のよう」だったと李泰は表現している[17]。
- 朝鮮戦争緒戦における李青松の指揮を、佐々木春隆は「彼の計画は地形に適合していない点が印象的であった。」と評している[12]。しかし、南侵の作戦計画は全面的にソ連軍事顧問が策定したとされており[20]、第2師団が春川の早期占領に失敗した一因である無謀な敵前渡河についても、ソ連軍事顧問が地形を軽視して机上で作戦を立てた結果ではないかと当時第2軍団工兵参謀だった朱栄福は推測している[21]。李青松の指揮がどの程度主体的に作戦を左右し得たのか、疑問の余地はある。
- アメリカ情報部の情報資料ファイルによれば、ゲリラ戦術と地下工作の知識が豊富であり、狂信的な共産主義者であった。ロシア語は読み書きと流暢に話ことができ、また日本語に通じている[22]。